# Люкселе (комуна)
Комуна Люкселе (швед. Lycksele kommun) — адміністративно-територіальна одиниця місцевого самоврядування, що розташована в лені Вестерботтен у північній Швеції.
Люкселе 18-а за величиною території комуна Швеції. Адміністративний центр комуни — місто Люкселе.

## Населення
Населення становить 12 332 осіб (станом на вересень 2012 року). 
| Кількість населення комуни Люкселе за 1810-2010 роки | Кількість населення комуни Люкселе за 1810-2010 роки | Кількість населення комуни Люкселе за 1810-2010 роки | Кількість населення комуни Люкселе за 1810-2010 роки | Кількість населення комуни Люкселе за 1810-2010 роки |
| ---------------------------------------------------- | ---------------------------------------------------- | ---------------------------------------------------- | ---------------------------------------------------- | ---------------------------------------------------- |
| Рік                                                  |                                                      |                                                      | Населення                                            |                                                      |
| 1810                                                 | 1810                                                 |                                                      | 2 166                                                | 2 166                                                |
| 1850                                                 | 1850                                                 |                                                      | 3 404                                                | 3 404                                                |
| 1900                                                 | 1900                                                 |                                                      | 8 095                                                | 8 095                                                |
| 1950                                                 | 1950                                                 |                                                      | 15 036                                               | 15 036                                               |
| 1970                                                 | 1970                                                 |                                                      | 14 769                                               | 14 769                                               |
| 1980                                                 | 1980                                                 |                                                      | 14 493                                               | 14 493                                               |
| 1990                                                 | 1990                                                 |                                                      | 14 177                                               | 14 177                                               |
| 2000                                                 | 2000                                                 |                                                      | 13 058                                               | 13 058                                               |
| 2010                                                 | 2010                                                 |                                                      | 12 376                                               | 12 376                                               |
| Джерело: SCB                                         |                                                      |                                                      |                                                      |                                                      |

## Населені пункти
Комуні підпорядковано 2 міські поселення (tätort) та низка сільських, більші з яких:
- Люкселе (Lycksele)
- Крістінеберг (Kristineberg)
- Рускселе (Rusksele)
- Гедлюнда (Hedlunda)
- Естра-Ертреск (Östra Örträsk)
- Кнафтен (Knaften)

## Міста побратими
Комуна підтримує побратимські контакти з такими муніципалітетами:
- Комуна Вефсн, Норвегія
- Палтамо, Фінляндія
- Олонець, Росія

## Галерея

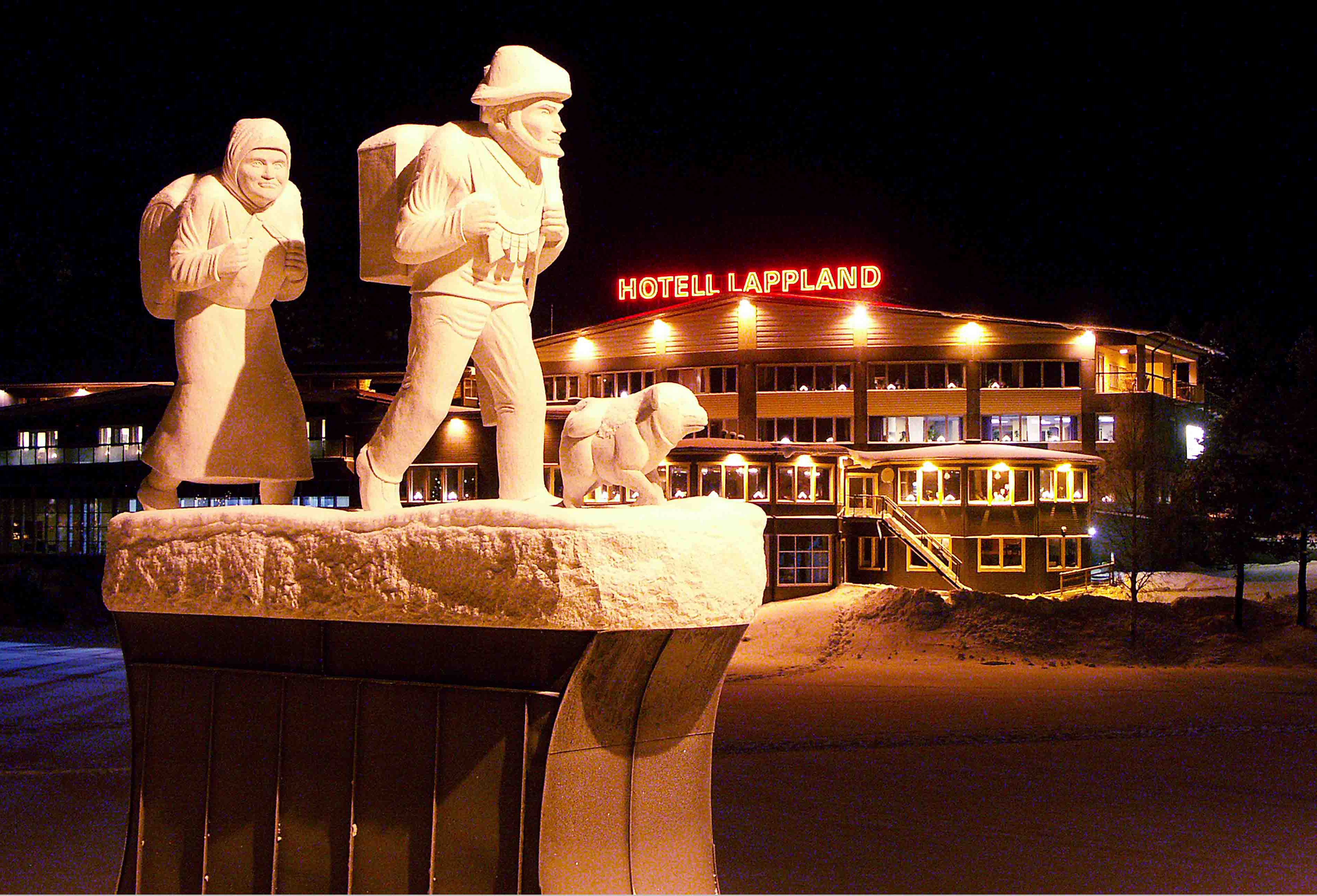
Пам'ятник гірникам — засновникам міста Люкселе
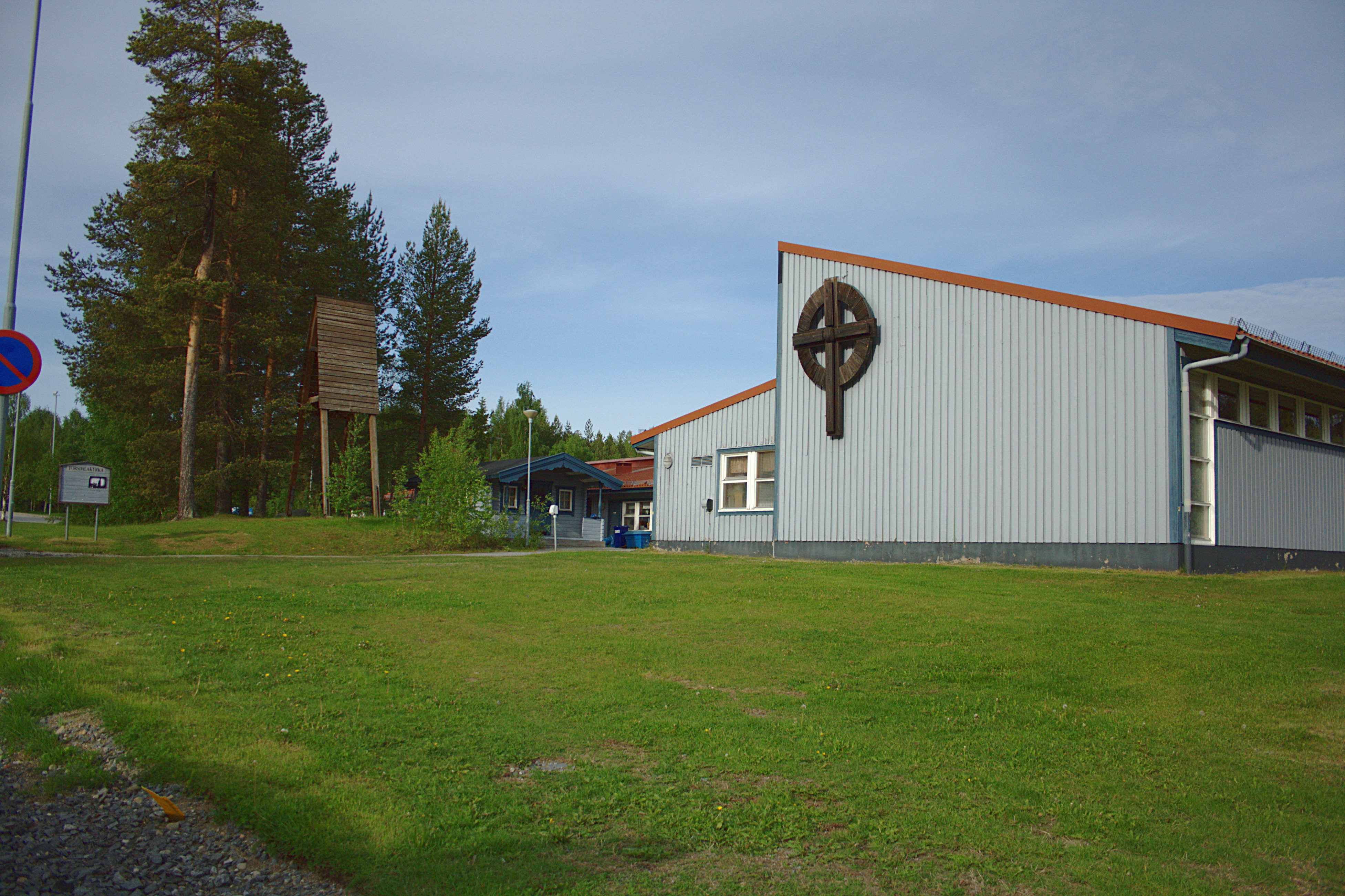
Церква (Форсдала)
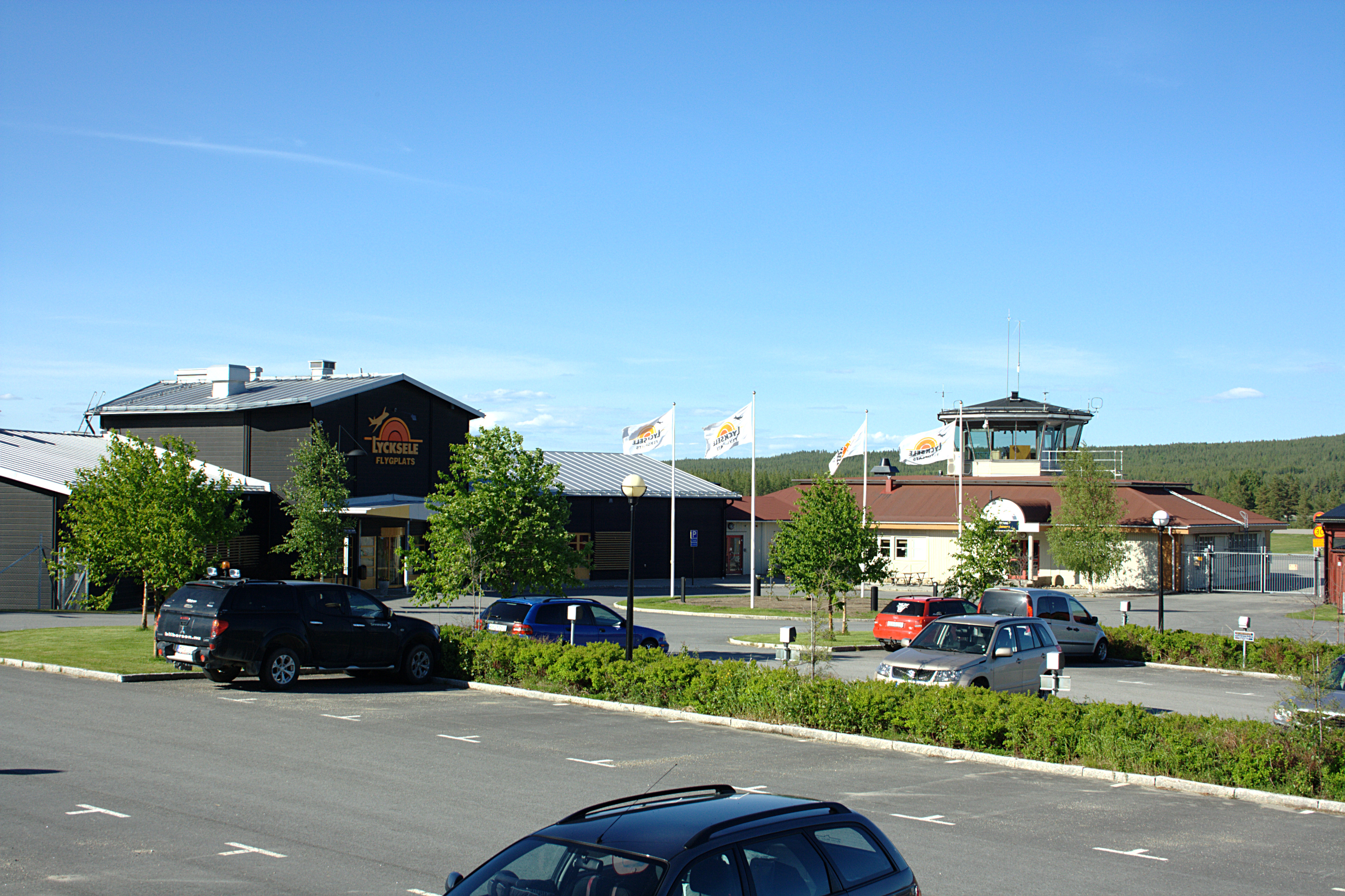
Аеропорт Люкселе

## Виноски
1. ↑  https://www.lycksele.se/kommun/innehall/nyheter/ny-ordforande-i-kommunstyrelsen/
2. ↑  https://www.vk.se/2017-09-18/tidigare-kommunalrad-i-lycksele-har-avlidit
3. ↑  https://www.svt.se/nyheter/lokalt/vasterbotten/revanschsugna-lilly-backstrom-s
4. ↑  Folkmangd i riket, lan och kommuner (шв.) . Центральне бюро статистики Швеції. Архів оригіналу за 20 серпня 2013. Процитовано 11 лютого 2013.